# Ковард, Уильям
Уильям Ковард (англ. William Coward; 1658 (1655) — не позднее 1725) — английский медик-философ, последователь Гоббса.

## Биография
Будучи по специальности медиком-офтальмологом, Уильям Ковард оставил после себя только одну небольшую книжку, а также ряд статей, посвящённых глазным болезням. Основную же часть его творческого наследия составляют статьи по метафизике.
В 1702 году Ковард опубликовал сочинение «Cogitationes de anima», в котором доказывал, что душа это лишь материальный огонь, погасающий при смерти организма.